# I.O.I
I.O.I (hangul: 아이오아이), também conhecido como IOI ou Ideal of Idol, foi um grupo feminino temporário sul-coreano formado pela CJ E&M através do reality show de 2016 Produce 101, exibido pela Mnet. O grupo era composto por onze integrantes escolhidas de um grupo de 101 trainees de várias empresas de entretenimento: Nayoung, Chungha, Sejeong, Chaeyeon, Kyulkyung, Sohye, Yeonjung, Yoojung, Mina, Doyeon e Somi. O grupo estreou em 4 de maio de 2016 com o extended play Chrysalis e foi promovido ativamente como um todo e como uma subunidade por menos de um ano.
O concerto do grupo, intitulado Time Slip - I.O.I, realizado de 20 a 22 de janeiro de 2017, marcou sua última atividade de grupo no palco. Elas se separaram oficialmente no final de janeiro de 2017 e retornaram às suas respectivas agências.

## História

### Pré-estreia:Produce 101e "Crush"
Em novembro de 2015, Mnet anunciou seu novo show de sobrevivência que reúne 101 trainees de 46 empresas de entretenimento para formar um grupo de meninas com 11 integrantes escolhidas pelos telespectadores. O programa estreou em 21 de janeiro de 2016 e terminou em 1 de abril.
Antes do Produce 101, algumas das integrantes do I.O.I ganharam reconhecimento depois de aparecer em outros programas de televisão: Sejeong era uma concorrente no show de competição K-Pop Star 2 em 2012, Somi participou do reality show de sobrevivência Sixteen em 2015, e Yoojung apareceu no drama To Be Continued. Em setembro de 2015, Chaeyeon estreou como integrante do DIA, mas se retirou temporariamente do grupo para se juntar ao Produce 101, ela também fez uma pequena aparição em 2015 no web-drama Sweet Temptation.
Foi inicialmente planejado para o grupo estrear em 1 de abril de 2016 com a música "Crush" que foi realizada como parte do final do show, mas a YMC Entertainment e Mnet decidiram adiar a estreia para preparar o seu conceito e praticar uma nova música como seu single de estreia. Seu gênero foi chamado de "Trapical Dutch Funk" (hangul: 트래 피컬 더치 펑크).
Em 3 de abril de 2016, um representante deu detalhes sobre os planos para a estreia do grupo. Em vez de lançar um single digital como inicialmente previsto, I.O.I estará lançando um mini-álbum com várias canções. Também foi relatado que o grupo terá o seu próprio show na Mnet, apesar da data de transmissão ainda está para ser anunciada. No mesmo dia, as integrantes cumprimentaram os fãs pela primeira vez como I.O.I através do seu canal oficial no V Live.

### Estreia comChrysalis
I.O.I estreou oficialmente em 4 de maio de 2016 através do lançamento de seu primeiro álbum, Chrysalis, acompanhado de um videoclipe da faixa-título "Dream Girls". A música é uma faixa de trap pop dance co-escrita por Eru e Paul com letras de rap escritas pelas integrantes Nayoung e Yoojung. Em 5 de maio, o grupo realizou sua estreia no M Countdown da Mnet, apresentando a faixa-título e "Knock Knock Knock". No mesmo dia, o grupo realizou sua apresentação de estreia e encontro de fãs no Jangchung Arena em Seul.

### "Whatta Man" e "Hand in Hand"
Em 10 de junho de 2016, a YMC Entertainment revelou que Nayoung, Chungha, Jieqiong, Sohye, Yoojung, Doyeon e Somi como integrantes da subunidade do I.O.I, programado para promover o segundo álbum do grupo durante o verão de 2016. Chaeyeon se juntou ao seu grupo da MBK Entertainment DIA para um retorno, e Sejeong e Mina estavam se preparando para sua estreia como integrantes do grupo feminino da Jellyfish Entertainment, Gugudan na época.
Em 9 de agosto de 2016, a subunidade lançou um single intitulado "Whatta Man (Good Man)". A música foi inspirada em "What a Man" de Linda Lyndell, e foi produzida por Ryan S. Jhun, que também compôs a música de I.O.I "Crush". A coreografia para "Whatta Man" foi organizada pela integrante Chungha.
Em 15 de agosto de, I.O.I lançou o single digital "Hand in Hand", um remake da música-tema dos Jogos Olímpicos de Seul de 1988, originalmente cantada por Koreana.

### Miss Me?
Em 17 de outubro de 2016, I.O.I lançou seu extended play intitulado Miss Me?.  A faixa-título, "Very Very Very", foi escrita, composta e arranjada por Park Jin-young, fundador da agência JYP Entertainment de Somi. Com um ritmo de 206 bpm, a música otimista e energética é uma das mais rápidas que Jinyoung já fez. O show especial de retorno do grupo, intitulado I Miss You Very Very Very Much Show, foi transmitido ao vivo pela Mnet em 16 de outubro de 2016, seguido pelo lançamento de Miss Me? e o videoclipe da faixa-título à meia-noite.
I.O.I recebeu seu primeiro troféu de programa musical com o grupo completo com "Very Very Very" no Show Champion em 26 de outubro.

### Últimas atividades, concerto final e fim do grupo
Em 5 de novembro de 2016, a YMC Entertainment confirmou que a I.O.I estaria se separando em 31 de janeiro de 2017. O grupo ainda estaria promovendo ativamente até o final de seus contratos; incluindo participações especiais em programas de variedades como Immortal Songs: Singing the Legend, Yang and Nam Show e Knowing Bros. De 20 a 22 de janeiro de 2017, I.O.I realizou seu concerto final intitulado Time Slip - I.O.I. O concerto de três dias foi realizado no Jangchung Gymnasium, onde o grupo realizou sua apresentação de estreia.
Em 10 de janeiro de 2017, foi revelado que o I.O.I havia recebido músicas de vários produtores e compositores como músicas em potencial para seu lançamento final, incluindo Jinyoung do B1A4. Em 17 de janeiro, a YMC Entertainment anunciou que a faixa final do grupo antes da dissolução oficial seria "Downpour", escrita e coproduzida por Woozi do Seventeen. A balada foi pessoalmente escolhida e gravada por todos as onzes integrantes do grupo. O single digital e seu videoclipe foram lançados no dia seguinte à meia-noite.
A última promoção das integrantes em grupo foi em 25 de janeiro de 2017. Elas filmaram um novo CF para a marca de uniforme escolar Elite junto com o grupo masculino Pentagon. O grupo oficialmente chegou ao fim em 29 de janeiro, com a aparição do último show de televisão Section TV. Também foi anunciado em 31 de janeiro que a canção "Downpour" ganhou um troféu no Inkigayo sem transmissão ao vivo devido ao Dia de Ano Novo Lunar.

### Reunião planejada
Em 1 de julho de 2019, a Studio Blu confirmou que o grupo retornaria em outubro de 2019 com nove integrantes, excluindo Yeonjung e Somi. Em 6 de setembro, o retorno planejado foi adiado para dezembro. Em 29 de outubro, o retorno foi cancelado devido a conflitos de agendamento entre as integrantes e a investigação em andamento sobre manipulação de votos da Mnet.
Posteriormente em 2021, foi confirmado que o grupo faria uma transmissão ao vivo intitulada ‘I.5.I - Yes, I love it!’ no dia 4 de maio para comemorar os cinco anos do grupo.

## Endossos
Foi relatado em 24 de março de 2016 que, mesmo antes da final do Produce 101, o grupo já confirmava sete acordos de CF para diferentes empresas, com um lucro estimado de 1,4 bilhões de wons.
Em 4 de abril de 2016, I.O.I foram nomeadas como novas modelos para Etude House, Mom's Touch Chicken and Burger, Woongjin Foods' Haneul Bori Ice Sparkling Water e Chamisul da HiteJinro.￼ No entanto, devido à idade legal para beber na Coreia do Sul, apenas três integrantes, Nayoung, Chungha e Sejeong, estavam envolvidas nas filmagens do anúncio de uma nova bebida alcoólica pelo destilador HiteJinro.
Em 11 de abril de 2016, I.O.I foram escolhidas como modelos de publicidade para jogos para celular da Netmarble, 100 Shots 100 Hits e StoneAge. Elas também cantaram a banda sonora dos jogos. No dia seguinte, o grupo foi confirmado como o novo endossante da SK Telecom, a maior operadora de celular da Coreia do Sul.
I.O.I também endossou a marca de sobremesas da CJ CheilJedang Petitzel Eclairs e a marca de moda coreana Pancoat.
Em 25 de maio de 2016, I.O.I foi apontado como modelos promocionais do KB Kookmin Bank, um dos maiores bancos da Coreia do Sul. Em 7 de junho de 2016, o grupo foi escolhido como modelo exclusivo de leilão no mercado online.
Em 18 de agosto de 2016, a marca de uniformes escolares Elite anunciou sua colaboração com I.O.I e Pentagon como seus novos modelos.

## Integrantes
- Nayoung (hangul: 나영), nascida Lim Na-young (hangul: 임나영) em 18 de dezembro de 1995 (29 anos) em Seul, Coreia do Sul.
- Chungha (hangul: 청하), nascida Kim Chan-mi (hangul: 김찬미) em 9 de fevereiro de 1996 (29 anos) em Seul, Coreia do Sul. Alterou legalmente seu nome para Kim Chung-ha (hangul: 김청하).
- Sejeong (hangul: 세정), nascida Kim Se-jeong em (hangul: 김세정) em 28 de agosto de 1996 (28 anos) em Jeonju, Jeolla do Norte, Coreia do Sul.
- Chaeyeon (hangul: 채연), nascida Jung Chae-yeon (hangul: 정채연) em 1 de dezembro de 1997 (27 anos) em Suncheon, Jeolla do Sul, Coreia do Sul.
- Kyulkyung (hangul: 결경), nascida Zhou Jieqiong (chinês: 周杰穷) em 16 de dezembro de 1998 (26 anos) em Shanghai, China. Atende pelo nome coreano Jo Kyul-Kyung (hangul: 조결경)
- Sohye (hangul: 소혜), nascida Kim So-hye (hangul: 김소혜) em 19 de julho de 1999 (25 anos) em Seul, Coreia do Sul.
- Yeonjung (hangul: 연정), nascida Yoo Yeon-jung (hangul: 유연정) em 3 de agosto de 1999 (25 anos) em Gwangmyeong, Gyeonggi, Coreia do Sul.
- Yoojung (hangul: 유정), nascida Choi Yoo-jung (hangul: 최유정) em 12 de novembro de 1999 (25 anos) em Guri, Gyeonggi, Coreia do Sul.
- Mina (hangul: 미나), nascida Kang Mi-na (hangul: 강미나) em 4 de dezembro de 1999 (25 anos) em Incheon, Coreia do Sul.
- Doyeon (hangul: 도연), nascida Kim Do-yeon (hangul: 김도연) em 4 de dezembro de 1999 (25 anos) em Incheon, Coreia do Sul.
- Somi (hangul: 소미), nascida Ennik Somi Douma (hangul: 에닉소미다우마) em 9 de março de 2001 (24 anos) em Ontário, Canadá. Atende pelo nome coreano Jeon So-mi (hangul: 전소미).

### Sub-unidade
- Sub-unidade do I.O.I – Nayoung, Chungha, Jieqiong, Sohye, Yoojung, Doyeon e Somi

## Discografia

### Extended plays
- 2016: Chrysalis
- 2016: Miss Me?

## Filmografia

### Reality shows
- Produce 101 (2016)
- Standby I.O.I (2016)[63]
- LAN Cable Friends I.O.I (2016)[64]
- I Miss You Very Very Very Much Show (2016)[65]

## Concerto
- Time Slip – I.O.I (2017)